# Förstakammarvalet i Sverige 1954
Förstakammarvalet i Sverige 1954 var ett val i Sverige till Sveriges riksdags första kammare. Valet hölls i den andra valkretsgruppen i september månad 1954 för mandatperioden 1955-1962.
Två valkretsar utgjorde den andra valkretsgruppen: Stockholms läns och Uppsala läns valkrets och Västerbottens läns och Norrbottens läns valkrets. Ledamöterna utsågs av valmän från de landsting som valkretsarna motsvarade.
Ordinarie val till den andra valkretsgruppen hade senast ägt rum 1946.

## Valmän
| Landsting    | H   | LB   | F    | S    | SKP | Totalt |
| ------------ | --- | ---- | ---- | ---- | --- | ------ |
| Landsting    |     |      |      |      |     | Totalt |
| Stockholm    | 8   | 4    | 23   | 37   | 1   | 73     |
| Uppsala      | 2   | 6    | 8    | 17   | 0   | 33     |
| Västerbotten | 3   | 6    | 17   | 25   | 0   | 51     |
| Norrbotten   | 5   | 5    | 5    | 27   | 9   | 51     |
| Totalt       | 18  | 21   | 53   | 106  | 10  | 208    |
| %            | 8,6 | 10,1 | 25,5 | 51,0 | 4,8 | 100,0  |

## Mandatfördelning
Den nya mandatfördelningen som gällde vid riksdagen 1955 innebar att Socialdemokraterna behöll egen majoritet. 
| Parti  | Parti                            | FK 1954 | 2:a valkretsgruppen | 2:a valkretsgruppen | 2:a valkretsgruppen | FK 1955 |
| Parti  | Parti                            | FK 1954 | Innan               | Efter               | Ändring             | FK 1955 |
| ------ | -------------------------------- | ------- | ------------------- | ------------------- | ------------------- | ------- |
|        | Socialdemokraterna               | 79      | 12                  | 11                  | ▼1                  | 78      |
|        | Folkpartiet                      | 27      | 2                   | 5                   | ▲3                  | 30      |
|        | Landsbygdspartiet Bondeförbundet | 25      | 2                   | 2                   | ▬                   | 25      |
|        | Högerpartiet                     | 16      | 4                   | 2                   | ▼2                  | 14      |
|        | Sveriges kommunistiska parti     | 3       | 1                   | 1                   | ▬                   | 3       |
| Totalt | Totalt                           | 150     | 21                  | 21                  | ▬                   | 150     |

## Invalda riksdagsledamöter
Stockholms läns och Uppsala läns valkrets:
- Nils Herlitz, h
- Gunnar Lodenius, bf
- Martin Söderquist, fp
- Erik Alexanderson, fp
- Ruth Hamrin-Thorell, fp
- Laur Franzon, s
- Einar Eriksson, s
- Arne Geijer, s
- Erik Jansson, s
- Edvin Thun, s
- Annie Wallentheim, s

Västerbottens läns och Norrbottens läns valkrets:
- Lars Andersson, bf
- Per Jacobsson, fp
- Uno Olofsson, fp
- Ragnar Bergh, h
- Helmer Persson, k
- Jakob Grym, s
- Hjalmar Nyström, s
- Lage Svedberg, s
- Thore Sörlin, s
- Hugo Sundberg, s